# 4-piperidinon
4-piperidinon is een organische verbinding met als brutoformule C5H9NO. Het is een ontvlambaar ketonderivaat van piperidine.

## Toepassingen
4-piperidinon wordt voornamelijk gebruikt als intermediair of precursor bij de synthese van bepaalde geneesmiddelen, zoals fentanyl.